# Místečko
Místečko je sedmnáctá řadová deska české skupiny Čechomor. Vyšlo v květnu 2011.

## Seznam stop
1. Intro
2. Čarovná
3. Vojenské Mundury
4. V tej naší studni
5. Místečko
6. Putovali hudci
7. Andulka
8. Chodil páter
9. Brodil Janko koně
10. Listek z vojny
11. Neni na Moravě
12. Kněždubská věž
13. Limbora
14. Věrní čápi
15. Ve dvou se to lépe táhne (bonus; dostupné pouze na limitované edici)

Limitovaná edice CD obsahuje záznam koncertu z podhradí Loket z léta 2004.

## Obsazení
- František Černý – kytary, zpěv
- Karel Holas – housle, piano, kytara, zpěv
- Radek Pobořil – harmonika, trubka
- Michal Pavlík – violoncello, české dudy, doprovodný zpěv
- Martin Vajgl – bicí, perkuse
- Taras Voloshchuk - kontrabas

Hosté:
- Ivan Tásler - zpěv
- Gerry Leonard - producent, elektrická kytara, kytarové efekty
- Tony Levin - basová kytara
- Doug Yowell - bicí a perkuse
- Ewa Farná - zpěv
- Lenka Dusilová - zpěv
- Martin Hrbáč - housle, zpěv
- Petr Pavlinec - cimbál
- Mirek Kolacia - viola
- Martin Slovák - kontrabas
- Martin Kománek - housle